# Oxyopes koreanus
Oxyopes koreanus är en spindelart som beskrevs av Paik 1969. Oxyopes koreanus ingår i släktet Oxyopes och familjen lospindlar. Inga underarter finns listade i Catalogue of Life.